# Théorème de Rybczynski
Pour les articles homonymes, voir Zbigniew Rybczyński et Zbigniew Rybczyński.
Le théorème de Rybczynski, datant de 1955, est une conséquence du modèle Heckscher-Ohlin-Samuelson (modèle HOS, un des modèles de référence de la théorie du commerce international). Il énonce que dans le cadre du modèle HOS, l'augmentation de la dotation d'un pays dans un facteur de production donné, accroît plus que proportionnellement la production des biens utilisant intensément ce facteur, et réduit la production d'autres biens. 
Ce résultat prédit donc une augmentation de la spécialisation relative du pays si l'augmentation porte sur le facteur de production le plus abondant dans ce pays, et une diminution de la spécialisation si l'augmentation porte sur le facteur plus rare.
Un pays en forte croissance peut ainsi voir sa spécialisation glisser de produits intensifs en travail vers des produits intensifs en capital. C'est le cas du Japon et des NPI.

## Exemples
Un pays qui procède à des investissements en capital pourra voir évoluer son abondance relative de capital plus vite que les autres pays. Si son stock en capital augmente, le coût du capital diminue et les prix de produits en capital diminuent.

## Rappel du cadre
Le cadre d'analyse est un modèle « 2 x 2 x 2 » : deux pays, A et B, deux biens, 1 et 2, deux facteurs de production, K et L, en quantités {\displaystyle K^{A}}, {\displaystyle L^{A}}, {\displaystyle K^{B}} et {\displaystyle L^{B}} :
- les deux pays ont accès à la même technologie. Ils ont donc les mêmes fonctions de production, {\displaystyle F_{1}(K,L)} et {\displaystyle F_{2}(K,L)}, à rendements factoriels décroissants ;
- les pays ont des dotations relatives en facteurs de production différentes. On suppose ici que {\displaystyle K^{A}/L^{A}>K^{B}/L^{B}} (A a relativement plus de K par unité de L que B) ;
- la production se fait à rendements d'échelle constants : {\displaystyle \forall (\lambda ,L,K),F(\lambda L,\lambda K)=\lambda F(L,K)} ;
- l'intensité en facteurs de production doit être différente entre les deux biens. Nous supposerons ainsi que {\displaystyle {\frac {\partial F_{2}}{\partial K}}>{\frac {\partial F_{1}}{\partial K}}}. Cela signifie que la production du bien 2 utilise relativement plus de facteur K que la production de bien 1 ;
- les facteurs de production sont mobiles sans coût à l'intérieur d'un pays ;
- les facteurs de production sont immobiles internationalement ;
- le concept d'équilibre interne des deux pays est celui de la concurrence parfaite.

## Le théorème de Rybczynski

### Démonstration
Une augmentation d’un facteur accroît la production du bien utilisant intensément ce facteur et réduit la production de l’autre bien.
K1/L1 > K2/L2.
Une augmentation de K entraîne l'augmentation de X1 et la baisse de X2.
aL1.x1 + aL2.x2 = L et
aK1.x1 + aK2.x2 = K

## Conséquences et développements
Principale conséquence est la suivante:
Le syndrome hollandais